# Ambrosia arborescens
Ambrosia arborescens là một loài thực vật có hoa trong họ Cúc. Loài này được Mill. mô tả khoa học đầu tiên năm 1768.